# Ophiothrix pallida
Ophiothrix pallida is een slangster uit de familie Ophiotrichidae.
De wetenschappelijke naam van de soort werd in 1872 gepubliceerd door Axel Vilhelm Ljungman.